# Asediul Constantinopolului (1203)
Asediul Constantinopolului din 1203 a avut loc în cadrul celei de-a patra cruciade, când cruciații (în special cei venețieni) au cucerit capitala Imperiului Bizantin.

## Asediul
Mai întâi cruciații au traversat Bosforul.
Cu peste 200 de vase au trecut pe celălalt mal, unde au fost întâmpinați de oastea lui Alexios al III-lea dispusă la nord de Galata.
Cavalerii cruciați urmăresc armata bizantină care se retrăgea spre sud.
Turnul Galatei este cucerit și cruciații se îndreaptă în continuare spre Cornul de aur.
Inițial, bizantinii rezistă, dar în cele din urmă cade și această cetate.
Pe 11 iulie, cruciații se poziționează în fața palatului Blachernae, în parte nord-vestică a orașului.
Inițiază în forță asediul pe 17 iulie cu patru divizii orientate spre zidurile îndreptate către oraș, în timp ce flota venețiană atacă partea dinspre mare și iau în stăpânire 25 de turnuri.
Varegii rezistă în fața cruciaților, iar venețienii se retrag dincolo de fumul incendiului care a distrus circa 120 hectare de oraș.
În cele din urmă, Alexios al III-lea preia conducerea ofensivei și, în fruntea a 17 divizii (8.500 de soldați) pornește de la poarta St. Romanus, fiind superior numeric față de cruciați, care dețineau numai 7 divizii (3.500 de soldați).
Retragerea și efectele devastatoare ale incendiului demoralizează și indignează pe cetățenii Constantinopolului care se întorc împotriva lui Alexios, care este nevoit să se exileze.

## Ultimele tentative
Într-o ultimă încercare, venețienii produc un mare incendiu, în urma căruia o mare parte a Constantinopolului este distrusă.
Crește și opoziția împotriva lui Alexios al IV-lea, care este dat jos de pe tron de unul din oamenii săi de curte, Alexios Ducas, care l-a ucis prin strangulare.